# Christian Schulte (Medienwissenschaftler)
Christian Schulte (* 1960 in Siegen) ist ein deutscher Theater- und Medienwissenschaftler sowie Hochschullehrer.

## Leben
1983 begann Schulte ein Studium der Literatur- und Kunstwissenschaft sowie Philosophie an der Universität Osnabrück und schloss dieses 1990 mit dem Magister ab. 2001 promovierte er zum Dr. phil. zu dem Thema Ursprung ist das Ziel. Walter Benjamin über Karl Kraus, ebenfalls an der Universität Osnabrück. 2006 folgte die Habilitation am Institut für Kulturwissenschaft der Universität Bremen.
Nach seiner Habilitation war Schulte an den Universitäten Osnabrück, Bremen und Potsdam, an der Freien Universität Berlin sowie am Institut für Bildmedien des Zentrums für Kunst und Medientechnologie Karlsruhe tätig. Seit 2008 hat er eine Professur für Theater- und Medienkulturen am Institut für Theater-, Film- und Medienwissenschaft der Universität Wien inne.
Schulte ist Mitglied der Internationalen Walter Benjamin Gesellschaft und der Gesellschaft für Medienwissenschaft, sowie Redaktionsmitglied der Vierteljahresschrift Maske und Kothurn und der Zeitschrift für Kulturwissenschaften.
Schulte ist Autor und Herausgeber zahlreicher Bücher, unter anderem über Walter Benjamin, Heiner Müller und Alexander Kluge.

## Schriften (Auswahl)
- Alexander Kluge, Christian Schulte, Rainer Stollmann: Verdeckte Ermittlungen. Ein Gespräch mit Christian Schulte und Rainer Stollmann. Merve, Berlin 2001. ISBN 978-3-88396-168-2
- Christan Schulte: Ursprung ist das Ziel. Walter Benjamin über Karl Kraus. Königshausen & Neumann, Würzburg 2003. ISBN 978-3-8260-2484-9.
- Christian Schulte: Vlado Kristl. Die Zerstörung der Systeme. Verbrecher Verlag, Berlin 2010. ISBN 978-3-935-84394-2.